# (36226) Mackerras
(36226) Mackerras ist ein Asteroid des äußeren Hauptgürtels, der am 31. Oktober 1999 von der tschechischen Astronomin Lenka Kotková (damals noch unter ihrem Geburtsnamen Lenka Šarounová) an der Sternwarte Ondřejov (IAU-Code 557) in Ondřejov u Prahy entdeckt wurde. Unbestätigte Sichtungen des Asteroiden hatte es vorher schon am 14. und 19. September 1993 unter der vorläufigen Bezeichnung 1993 RV11 am La-Silla-Observatorium der Europäischen Südsternwarte in Chile gegeben.
Der Asteroid gehört zur Hygiea-Familie, einer eher älteren Gruppe von Asteroiden, wie vermutet wird, deren größtes Mitglied der Asteroid (10) Hygiea ist. Die zeitlosen (nichtoskulierenden) Bahnelemente von (36226) Mackerras sind fast identisch mit denjenigen von acht kleineren, wenn man von der Absoluten Helligkeit von 14,8, 14,4, 14,3, 14,6, 16,0, 15,4, 16,0 und 16,0 gegenüber 13,7 ausgeht, Asteroiden: (64532) 2001 VB114, (90762) 1993 TV3, (115676) 2003 UF146, (117097) 2004 NJ22, (215971) 2005 QN68, (292387) 2006 SS266, (296300) 2009 DA120 und (332629) 2008 TK138.
(36226) Mackerras wurde am 1. Mai 2003 nach dem australischen Dirigenten Charles Mackerras (1925–2010) benannt, dessen Schwerpunkte im barocken und klassischen sowie im Gilbert-und-Sullivan-Repertoire lagen, aber auch im böhmisch-tschechischen. Vor allem auf letzteres wird im Benennungstext zum Asteroiden eingegangen.